# Меморандум Сербской академии наук и искусств
Меморандум Сербской академии наук и искусств 1986 года (серб. Меморандум Српске академије наука и уметности) или кратко Меморандум САНИ (серб. Меморандум САНУ) — проект документа, написанный 16 членами Сербской академии наук и искусств. Фрагменты Меморандума САНИ вышли в свет в сентябре 1986 года в газете «Вечерние новости».
Меморандум САНИ, после появления в прессе, моментально вызвал бурную реакцию в югославской общественности. В документе представлены факты того, что децентрализация ведет Югославию к распаду, а также дискриминация сербов в Косово и Метохии была инициирована Конституцией СФРЮ 1974 года. В 1986 году Меморандум был официально осужден со стороны Правительства СФРЮ и Правительства СР Сербии. Некоторые ученые и политики рассматривают Меморандум САНИ одной из ключевых причин распада Югославии.

## Меморандум САНИ и проблемы «самоуправленческого социализма»
В условиях послевоенной индустриализации Югославии и начавшегося противостояния с СССР Коммунистической партией Югославии была разработана идея самоуправленческого социализма, которая сразу получила мощную поддержку в массах, что отразилось на внешнем и внутреннем рынке республики. Основными направлениями этой политики были увлечение промышленных мощностей, развитие экономики как отдельно в субъектах, так и в Югославии в целом, создание условий равенства всех наций и национальностей Югославии в духе социализма. Однако самоуправленческая модель развития не была адаптирована под стремительно развивающиеся внешние отношения Югославии со странами социалистического и капиталистического лагерей. Республика, видевшая себя укротительницей двух экономических моделей (капиталистической и социалистической), в конечном счете оказалась в глубоком экономическом и политическом кризисе, и если до 80-х годов общественное недовольство сдерживалось авторитетом несменного главы Югославии — Иосипа Броз Тито, то после его смерти мы наблюдали такие события, как мартовские демонстрации в Косово и Метохии, повсеместное обострение албаноцентризма, роста албанского национализма и другие процессы, являющиеся непосредственными последствиями проведения необдуманной политики. Югославия, встав на путь федерализации и продолжая следование политике самоуправления, приближалась к своему краху.
В разделе проекта Меморандума САНИ, посвященном экономическому положению Югославии, авторы указывают на такие дезинтеграционные процессы, как бюрократизацию, которая «становилась препятствием для развития демократических отношений». «В действительности, политическая система Югославии представляла из себя смесь остатков старого политического государства и авторитарного государства, унаследованного из истории т. н. „реального“ социализма на Востоке Такое смешанное государство неспособно для создания необходимых перемен и приспособлении своих учреждений и целей в обществе, которые постоянно меняются. Блокированная политическая организация становится организацией статус-кво, поддерживающей непродуктивную, неизобретательную профессиональную политику и негативный отбор лояльных и некомпетентных кадров». Такими словами авторы Меморандума охарактеризовали политическую систему Югославии в 1986 году.

## Меморандум о положении Сербии и сербского народа
Во второй части Меморандума Сербской академии наук и искусства затрагиваются такие проблемы как положение СР Сербии среди других субъектов СФРЮ и положение сербского народа в Югославии и Косово и Метохии. Авторы Меморандума, в самом начале второй части документа, делают особый акцент на трех основных причинах нестабильного положения Сербии — долгосрочное отставание развития хозяйства Сербии, нерегулируемые законом отношения с Югославией и краями, геноцид в Косово.
Особое внимание авторы Меморандума уделяют положению сербов в АК Косово и Метохия. На протяжении четырех Конституций коммунистической Югославии, статус Косова менялся, что привело к созданию в составе СР Сербии особой автономной единицы Автономного Края Косово и Метохии. По Конституции СФРЮ 1974 года этот регион стал «седьмой республикой». Естественно, эти процессы не могли остаться незамеченными. После смерти Иосипа Броз Тито, в Косово начались волнения и беспорядки. 11 марта 1981 года под лозунгами «Косово — республика» в Приштине прошли студенческие демонстрации. Уже 25 и 26 марта эти демонстрации были значительно усилены толпами безработных косовских албанцев. Демонстрация охватила всё Косово, были захвачены здания исполнительной власти, разрушены дома сербов и культурные объекты, связанные с сербской православной историей и культурой. Демонстрации закончились лишь в начале апреля, для чего пришлось задействовать силы народной милиции и Югославской народной армии.
Также в Меморандуме САНИ уделяется внимание и положению сербов в СР Хорватия.

## Оценки Меморандума САНИ
Авторы Меморандума были все членами Сербской академии наук и искусств. Примечательно и то, что все они являлись сербами по национальности, что немаловажно, рассматривая этот исторический период. Также, хотелось бы отметить и тот факт, что некоторые авторы (Михаило Маркович и Радован Самарджич) являлись членами Комитета по защите свободы слова и мысли (серб. Одбор за одбрану слободе мисли и изражавања). Это был кружок известного югославского писателя и оппозиционера Добрицы Чосича, который являлся противником коммунистического режима. Вообще, если говорить о связи кружка Чосича с членами САНИ, то можно сказать, что Комитет по защите свободы слова и мысли состоял полностью из представителей интеллектуальной оппозиции (преподаватели Белградского университета, писатели, художники), из которых ¾ были членами Академии наук (сам Чосич в 1970 году был принят в академию). Этот факт впоследствии повлиял на принятие Меморандума в широких слоях общества: оппоненты и личные неприятели Чосича отвергли Меморандум.
После того, как был опубликован проект Меморандума, общество раскололось на сторонников и противников этого документа. При этом официальной позиции от Союза Коммунистов Сербии не поступало, однако Слободан Милошевич, будучи в момент появления в прессе Меморандума Председателем Президиума ЦК Союза Коммунистов Сербии, выразил негативную оценку данному документу.
Также можно привести в качестве подобного примера высказывание Радована Караджича: «Большевизм плох, но национализм ещё хуже».

## Авторы
- Павле Ивич
- Антоние Исакович
- Душан Каназир
- Михаило Маркович
- Милош Мацура
- Деян Медакович
- Мирослав Пантич
- Никола Пантич
- Любиша Ракич
- Радован Самарджич
- Миомир Вукобратович
- Василие Крестич
- Иван Максимович
- Коста Михаилович
- Стоян Челич
- Никола Чобелич